# Distenia dohertii
Distenia dohertii es una especie de escarabajo longicornio del género Distenia, categorizada en la tribu Disteniini, de la orden Coleoptera. Fue descrita por Gahan en 1906.

## Descripción
Mide 22 mm de longitud.

## Distribución
Se distribuye por India.